# Lambert de Boulogne
Lambert de Boulogne dit també Lambert II de Lens (? - 1054), comte de Lens, fou un noble bulonyès, segon fill d'Eustaqui I, comte de Boulogne i de Mahaut de Louvain.
El 1053, certs trastorns van agitar el ducat de Normandie: en efecte, Guillem, comte d'Arques es va revoltar contra el seu nebot, el duc de Normandia, Guillem, futur Guillem I d'Anglaterra. Basant-se en les aliances familiars, la noblesa flamenca es va trobar implicada en aquest conflicte: Balduí V de Flandes, sogre del duc de Normandia, es va col·locar al costat d'aquest, mentre que Enguerrand II de Ponthieu, cunyat dels dos Guillems, va escollir el camp del comte d'Arques, seguit pel seu cosí Eustaqui II de Boulogne, el germà de Lambert. Lambert va restar fidel al seu senyor feudal, el comte de Flandes.
La revolta no va durar; Enguerrand II de Ponthieu va ser mort l'octubre de 1053 a Saint-Aubin-sur-Scie i Guillem d'Arques, assetjat, va aconseguir fugir i refugiar-se a Boulogne.
En recompensa de la seva fidelitat, Lambert va ser casat amb Adelaida de Normandia, vídua d'Enguerrand i germanastra del duc Guillaume, i va esdevenir així comte d'Aumale, títol que el duc havia donat a Adelaida.
Lambert va quedar tanmateix al servei de Balduí V, i va participar pel compte d'aquest últim a una batalla lliurada a Lilla contra l'emperador Enric III. Va morir en el transcurs de l'afrontament. Adelaida va conservar Aumale, i Lens va tornar al germà gran de Lambert, Eustaqui II.

## Família i descendència
Del seu matrimoni amb Adelaida de Normandia, va tenir:
- Judit, casada el 1070 amb Waltheof, comte de Huntingdon.